# Freden i Frederiksborg
Freden i Frederiksborg var en fredstraktat, der blev underskrevet 3. juli (julianske)/14. juli (gregorianske kalender) 1720 og endte den Store Nordiske Krig mellem Sverige og Danmark-Norge.

## Parternes motiver til fredsslutningen
Sverige ønskede at have ryggen fri for at kunne samle al kraft i kampen mod Rusland. Landet var derfor indstillet på at opfylde alle krav, der ikke betød opgivelse af territorium i selve Sverige.

Danmark var under pres fra stormagterne Frankrig og Storbritannien for at afslutte krigen, da de to vestmagter ikke ønskede et totalt svensk kollaps og gerne så, at Sverige kunne koncentrere alle ressourcer på østfronten. Samtidig var Danmarks egentlige krigsmål om en generobring af Skåne ikke længere realistisk, og landet havde heller ikke økonomisk mulighed for at fortsætte kampene længere. Briterne var indstillet på, at Danmark skulle beholde Rügen og Stralsund med opland, men Frankrig ønskede at bevare en svensk tilstedeværelse i Nordtyskland som modvægt mod den tyske kejser og afslog dette. Krigen endte derfor uden danske territorielle gevinster, bortset fra det gottorpske Slesvig. Derimod fik Danmark en kontant erstatning for de erobrede svenske områder og øgede indtægter fra Øresundstolden, da Sverige fra nu af også skulle betale denne.

## Vilkår
Sverige:
1. betalte 600.000 rigsdaler i erstatning for Marstrand og Danmarks rømning af de besatte svenske besiddelser i Nordtyskland;
2. afbrød sin alliance med den gottorpske hertug og garanterede Danmarks besiddelse af hans slesvigske besiddelser;
3. frasagde sig retten til fritagelse for Øresundstold.

Danmark:
1. afstod Rügen, dele af Vorpommern, desuden stæderne Marstrand, Stralsund og Wismar til Sverige;
2. lovede ikke at støtte zar Peter den Store af Rusland i hans krigsførelse;
3. garanterede, at russiske kaperskibe ikke må bruge danske havne;
4. opnåede fuld kontrol over Slesvig;

## Følger
Fredsaftalen betød en afslutning af krige mellem Danmark og Sverige i det 18. århundrede og de facto opgivelse af yderligere danske forsøg på at generobre Skånelandene. Den 4. juli 1721 lod Frederik 4. sig hylde på Gottorp Slot og indkorpererede derved de hertugelige dele af det gamle danske len Sønderjylland.